# Coupe du monde de biathlon 1996-1997
Navigation
Édition précédente Édition suivante
La 20e édition de la Coupe du monde de biathlon débute le 30 novembre 1996 à Lillehammer et se conclut le 16 mars 1997 à Novossibirsk. Les Championnats du monde (comptant également pour la Coupe du monde) ont lieu à Osrblie (Slovaquie). L'Allemand Sven Fischer remporte pour la première fois le classement général devant Ole Einar Bjørndalen, alors que Magdalena Forsberg remporte de justesse le globe de cristal devant Uschi Disl.
Une nouvelle épreuve vient étoffer le calendrier de la Coupe du monde et donne également lieu à l'attribution d'un globe de cristal : il s'agit de la poursuite.
Pour conclure la saison, une épreuve « finale » inédite, le départ groupé, est disputée sur une distance égale à celle du sprint (10 km pour les hommes, 7,5 km pour les femmes). Le départ groupé ne fera cependant son apparition en Coupe du monde sous sa forme définitive que deux ans plus tard.

## Globes de cristal et titres mondiaux
| Disciplines       | Globes de cristal    | Champions du monde |
| ----------------- | -------------------- | ------------------ |
| Général           | Sven Fischer         |                    |
| Coupe des Nations | Allemagne            |                    |
| Individuel        | Ricco Groß           | Ricco Groß         |
| Sprint            | Ole Einar Bjørndalen | Wilfried Pallhuber |
| Poursuite         | Viktor Maïgourov     | Viktor Maïgourov   |
| Relais            | Allemagne            | Allemagne          |

| Disciplines       | Globes de cristal  | Championnes du monde |
| ----------------- | ------------------ | -------------------- |
| Général           | Magdalena Forsberg |                      |
| Coupe des Nations | Allemagne          |                      |
| Individuel        | Uschi Disl         | Magdalena Forsberg   |
| Sprint            | Uschi Disl         | Olga Romasko         |
| Poursuite         | Magdalena Forsberg | Magdalena Forsberg   |
| Relais            | Russie             | Allemagne            |

## Classements

### Classements généraux
| Rang | Nom                  | Points | Victoire(s) |
| ---- | -------------------- | ------ | ----------- |
| 1    | Sven Fischer         | 312    | 3           |
| 2    | Ole Einar Bjørndalen | 303    | 3           |
| 3    | Viktor Maïgourov     | 265    | 4           |
| 4    | Ricco Groß           | 259    | 2           |
| 5    | Pavel Muslimov       | 245    | 1           |
| 6    | Ludwig Gredler       | 234    | 2           |
| 7    | Oleg Ryjenkov        | 233    |             |
| 8    | René Cattarinussi    | 232    |             |
| 9    | Mark Kirchner        | 207    | 1           |
| 10   | Frank Luck           | 176    |             |

| Rang | Nom                        | Points | Victoire(s) |
| ---- | -------------------------- | ------ | ----------- |
| 1    | Magdalena Forsberg         | 319    | 4           |
| 2    | Uschi Disl                 | 318    | 3           |
| 3    | Simone Greiner-Petter-Memm | 283    | 1           |
| 4    | Petra Behle                | 238    | 3           |
| 5    | Corinne Niogret            | 234    |             |
| 6    | Olga Romasko               | 233    | 2           |
| 7    | Svetlana Paramyguina       | 229    | 1           |
| 8    | Annette Sikveland          | 224    | 1           |
| 9    | Olena Zubrilova            | 219    |             |
| 10   | Gunn Margit Andreassen     | 219    |             |

### Coupe des Nations
| Rang | Nation      | Points |
| ---- | ----------- | ------ |
| 1    | Allemagne   | 5225   |
| 2    | Russie      | 5098   |
| 3    | Norvège     | 4883   |
| 4    | Italie      | 4857   |
| 5    | Biélorussie | 4542   |

| Rang | Nation    | Points |
| ---- | --------- | ------ |
| 1    | Allemagne | 5176   |
| 2    | Russie    | 4955   |
| 3    | Norvège   | 4902   |
| 4    | Italie    | 4791   |
| 5    | Ukraine   | 4526   |

### Classement par discipline

#### Individuel
| Rang | Nom            | Points |
| ---- | -------------- | ------ |
| 1    | Ricco Groß     | 112    |
| 2    | Pavel Muslimov | 91     |
| 3    | Mark Kirchner  | 82     |
| 4    | Sven Fischer   | 79     |
| 5    | Oleg Ryjenkov  | 72     |

| Rang | Nom                  | Points |
| ---- | -------------------- | ------ |
| 1    | Uschi Disl           | 97     |
| 2    | Magdalena Forsberg   | 94     |
| 3    | Svetlana Paramyguina | 86     |
| 4    | Annette Sikveland    | 78     |
| 5    | Corinne Niogret      | 78     |

#### Sprint
| Rang | Nom                  | Points |
| ---- | -------------------- | ------ |
| 1    | Ole Einar Bjørndalen | 158    |
| 2    | Sven Fischer         | 155    |
| 3    | Viktor Maïgourov     | 135    |
| 4    | Ludwig Gredler       | 127    |
| 5    | Frode Andresen       | 124    |

| Rang | Nom                        | Points |
| ---- | -------------------------- | ------ |
| 1    | Uschi Disl                 | 162    |
| 2    | Simone Greiner-Petter-Memm | 156    |
| 3    | Magdalena Forsberg         | 141    |
| 4    | Petra Behle                | 135    |
| 5    | Olga Romasko               | 133    |

#### Poursuite
| Rang | Nom                  | Points |
| ---- | -------------------- | ------ |
| 1    | Viktor Maïgourov     | 86     |
| 2    | Sven Fischer         | 78     |
| 3    | Ole Einar Bjørndalen | 78     |
| 4    | René Cattarinussi    | 60     |
| 5    | Pavel Rostovtsev     | 50     |

| Rang | Nom                        | Points |
| ---- | -------------------------- | ------ |
| 1    | Magdalena Forsberg         | 84     |
| 2    | Simone Greiner-Petter-Memm | 75     |
| 3    | Galina Koukleva            | 70     |
| 4    | Olga Romasko               | 64     |
| 5    | Uschi Disl                 | 59     |

#### Relais
| Rang | Nation      | Points |
| ---- | ----------- | ------ |
| 1    | Allemagne   | 120    |
| 2    | Norvège     | 104    |
| 3    | Russie      | 95     |
| 4    | Biélorussie | 90     |
| 5    | Italie      | 88     |

| Rang | Nation    | Points |
| ---- | --------- | ------ |
| 1    | Russie    | 116    |
| 2    | Allemagne | 103    |
| 3    | Norvège   | 100    |
| 4    | Ukraine   | 90     |
| 5    | France    | 89     |

## Calendrier et podiums

### Femmes
| 1. Lillehammer (30 novembre 1996 - 1er décembre 1996) |                   |                            |                            |                    |
| Date                                                  | Épreuve           | Vainqueur                  | Seconde                    | Troisième          |
| 30/11/1996                                            | Sprint (7,5 km)   | Petra Behle                | Simone Greiner-Petter-Memm | Olga Melnik        |
| 1/12/1996                                             | Poursuite (10 km) | Simone Greiner-Petter-Memm | Galina Koukleva            | Magdalena Forsberg |

| 2. Östersund (5 décembre 1996 - 8 décembre 1996) |                     |                                                                    |                                                                                | |
| Date                                             | Épreuve             | Vainqueur                                                          | Seconde                                                                        | Troisième                                                                                          |
| 5/12/1996                                        | Individuel (15 km)  | Anna Sprung                                                        | Yu Shumei                                                                      | Svetlana Paramyguina                                                                               |
| 7/12/1996                                        | Sprint (7,5 km)     | Olga Melnik                                                        | Svetlana Paramyguina                                                           | Gunn Margit Andreassen                                                                             |
| 8/12/1996                                        | Relais (4 × 7,5 km) | Russie- Olga Melnik - Galina Koukleva - Anna Sprung - Olga Romasko | Allemagne- Uschi Disl - Simone Greiner-Petter-Memm - Katrin Apel - Petra Behle | Norvège- Ann-Elen Skjelbreid - Annette Sikveland - Hildegunn Mikkelsplass - Gunn Margit Andreassen |

| 3. Oslo Holmenkollen (12 décembre 1996 - 15 décembre 1996) |                     |                                                                         |                                                                                | |
| Date                                                       | Épreuve             | Vainqueur                                                               | Seconde                                                                        | Troisième                                                                                          |
| 12/12/1996                                                 | Sprint (7,5 km)     | Uschi Disl                                                              | Simone Greiner-Petter-Memm                                                     | Galina Koukleva                                                                                    |
| 14/12/1996                                                 | Poursuite (10 km)   | Uschi Disl                                                              | Galina Koukleva                                                                | Olga Romasko                                                                                       |
| 15/12/1996                                                 | Relais (4 × 7,5 km) | Russie- Olga Melnik - Galina Koukleva - Nadejda Talanova - Olga Romasko | Allemagne- Uschi Disl - Simone Greiner-Petter-Memm - Katrin Apel - Petra Behle | Norvège- Ann-Elen Skjelbreid - Annette Sikveland - Hildegunn Mikkelsplass - Gunn Margit Andreassen |

| 4. Oberhof (4 janvier 1997 - 5 janvier 1997) |                   |                    |                            |                   |
| Date                                         | Épreuve           | Vainqueur          | Seconde                    | Troisième         |
| 4/01/1997                                    | Sprint (7,5 km)   | Magdalena Forsberg | Hildegunn Mikkelsplass     | Kathi Schwaab     |
| 5/01/1997                                    | Poursuite (10 km) | Magdalena Forsberg | Simone Greiner-Petter-Memm | Annette Sikveland |

| 5. Ruhpolding (9 janvier 1997 - 12 janvier 1997) |                    |                                                                         |                                                                   |                                                                                              |
| Date                                             | Épreuve            | Vainqueur                                                               | Seconde                                                           | Troisième                                                                                    |
| 9/01/1997                                        | Individuel (15 km) | Annette Sikveland                                                       | Simone Greiner-Petter-Memm                                        | Corinne Niogret                                                                              |
| 11/01/1997                                       | Sprint (7,5 km)    | Petra Behle                                                             | Uschi Disl                                                        | Olga Romasko                                                                                 |
| 12/01/1997                                       | Équipe (7,5 km)    | Russie- Galina Koukleva - Olga Romasko - Nadejda Talanova - Olga Melnik | Allemagne- Katrin Apel - Kathi Schwaab - Petra Behle - Uschi Disl | Ukraine- Olena Zubrilova - Irina Merkushina - Valentina Tserbe-Nessina - Tetyana Vodopyanova |

| 6. Antholz Anterselva (16 janvier 1997 - 19 janvier 1997) |                     |                                                                         |                                                                                              |                                                                                 |
| Date                                                      | Épreuve             | Vainqueur                                                               | Seconde                                                                                      | Troisième                                                                       |
| 16/01/1997                                                | Individuel (15 km)  | Tetyana Vodopyanova                                                     | Annette Sikveland                                                                            | Uschi Disl                                                                      |
| 18/01/1997                                                | Sprint (7,5 km)     | Uschi Disl                                                              | Ann-Elen Skjelbreid                                                                          | Corinne Niogret                                                                 |
| 19/01/1997                                                | Relais (4 × 7,5 km) | Russie- Olga Melnik - Galina Koukleva - Nadejda Talanova - Olga Romasko | Norvège- Ann-Elen Skjelbreid - Annette Sikveland - Liv Grete Poirée - Gunn Margit Andreassen | France- Delphyne Burlet - Christelle Gros - Véronique Claudel - Corinne Niogret |

|                                                                                 |                     |                                                                                              |                                                                                              |                                                                                           |
| Championnats du monde 1997 à Brezno-Osrblie (1er février 1997 - 9 février 1997) |                     |                                                                                              |                                                                                              |                                                                                           |
| Date                                                                            | Épreuve             | Vainqueur                                                                                    | Seconde                                                                                      | Troisième                                                                                 |
| 1/2/1997                                                                        | Sprint (7,5 km)     | Olga Romasko                                                                                 | Olena Zubrilova                                                                              | Magdalena Forsberg                                                                        |
| 2/2/1997                                                                        | Poursuite (10 km)   | Magdalena Forsberg                                                                           | Olena Zubrilova                                                                              | Olga Romasko                                                                              |
| 4/2/1997                                                                        | Équipe (7,5 km)     | Norvège- Gunn Margit Andreassen - Liv Grete Poirée - Annette Sikveland - Ann-Elen Skjelbreid | Russie- Olga Romasko - Anna Sprung - Nadejda Talanova - Olga Melnik                          | Ukraine- Olena Zubrilova - Olena Petrova - Valentina Tserbe-Nessina - Tetyana Vodopyanova |
| 6/2/1997                                                                        | Individuel (15 km)  | Magdalena Forsberg                                                                           | Olena Zubrilova                                                                              | Ekaterina Dafovska                                                                        |
| 8/2/1997                                                                        | Relais (4 × 7,5 km) | Allemagne- Uschi Disl - Simone Greiner-Petter-Memm - Katrin Apel - Petra Behle               | Norvège- Ann-Elen Skjelbreid - Annette Sikveland - Liv Grete Poirée - Gunn Margit Andreassen | Russie- Olga Melnik - Galina Koukleva - Nadejda Talanova - Olga Romasko                   |
|                                                                                 |                     |                                                                                              |                                                                                              |                                                                                           |

| 7. Nagano (6 mars 1997 - 9 mars 1997) |                     |                                                                                       |                                                                     |                                                          |
| Date                                  | Épreuve             | Vainqueur                                                                             | Seconde                                                             | Troisième                                                |
| 6/03/1997                             | Individuel (15 km)  | Andreja Koblar                                                                        | Uschi Disl                                                          | Anna Stera-Kustucz                                       |
| 8/03/1997                             | Sprint (7,5 km)     | Olga Romasko                                                                          | Uschi Disl                                                          | Ekaterina Dafovska                                       |
| 9/03/1997                             | Relais (4 × 7,5 km) | Ukraine- Nina Lemesh - Olena Petrova - Valentina Tserbe-Nessina - Tetyana Vodopyanova | Russie- Nadejda Talanova - Olga Melnik - Anna Sprung - Olga Romasko | Chine- Yu Shumei - Sun Ribo - Liu Jinfeng - Liu Xianying |

| 8. Novossibirsk (13 mars 1997 - 16 mars 1997) |                        |                      |                      |                      |
| Date                                          | Épreuve                | Vainqueur            | Seconde              | Troisième            |
| 13/03/1997                                    | Individuel (15 km)     | Svetlana Paramyguina | Uschi Disl           | Anna Sprung          |
| 15/03/1997                                    | Sprint (7,5 km)        | Petra Behle          | Andreja Koblar       | Svetlana Paramyguina |
| 16/03/1997                                    | Départ Groupé (7,5 km) | Anna Sprung          | Svetlana Paramyguina | Magdalena Forsberg   |

### Hommes
| 1. Lillehammer (30 novembre 1996 - 1er décembre 1996) |                     |              |                  |                   |
| Date                                                  | Épreuve             | Vainqueur    | Second           | Troisième         |
| 30/11/1996                                            | Sprint (10 km)      | Sven Fischer | Sergey Tarasov   | Pavel Rostovtsev  |
| 1/12/1996                                             | Poursuite (12,5 km) | Sven Fischer | Pavel Rostovtsev | René Cattarinussi |

| 2. Östersund (5 décembre 1996 - 8 décembre 1996) |                     |                                                                  |                                                                                   |                                                                                  |
| Date                                             | Épreuve             | Vainqueur                                                        | Second                                                                            | Troisième                                                                        |
| 5/12/1996                                        | Individuel (20 km)  | Wilfried Pallhuber                                               | Vesa Hietalahti                                                                   | Pavel Muslimov                                                                   |
| 7/12/1996                                        | Sprint (10 km)      | Vadim Sachourine                                                 | Frode Andresen                                                                    | Ole Einar Bjørndalen                                                             |
| 8/12/1996                                        | Relais (4 × 7,5 km) | Allemagne- Ricco Groß - Peter Sendel - Frank Luck - Sven Fischer | Norvège- Egil Gjelland - Halvard Hanevold - Frode Andresen - Ole Einar Bjørndalen | Biélorussie- Alexei Aidarov - Oleg Ryjenkov - Alexandre Popov - Vadim Sachourine |

| 3. Oslo Holmenkollen (12 décembre 1996 - 15 décembre 1996) |                     |                                                                   |                                                                                 |                                                                             |
| Date                                                       | Épreuve             | Vainqueur                                                         | Second                                                                          | Troisième                                                                   |
| 12/12/1996                                                 | Sprint (10 km)      | Viktor Maïgourov                                                  | Frode Andresen                                                                  | Sven Fischer                                                                |
| 14/12/1996                                                 | Poursuite (12,5 km) | Viktor Maïgourov                                                  | Sven Fischer                                                                    | Ole Einar Bjørndalen                                                        |
| 15/12/1996                                                 | Relais (4 × 7,5 km) | Allemagne- Ricco Groß - Peter Sendel - Mark Kirchner - Frank Luck | Norvège- Ole Einar Bjørndalen - Egil Gjelland - Dag Bjørndalen - Frode Andresen | Russie- Sergey Rozhkov - Pavel Muslimov - Pavel Rostovtsev - Alexei Kobelev |

| 4. Oberhof (4 janvier 1997 - 5 janvier 1997) |                     |                      |                  |                  |
| Date                                         | Épreuve             | Vainqueur            | Second           | Troisième        |
| 4/01/1997                                    | Sprint (10 km)      | Ole Einar Bjørndalen | Pavel Muslimov   | Halvard Hanevold |
| 5/01/1997                                    | Poursuite (12,5 km) | Ole Einar Bjørndalen | Viktor Maïgourov | Ludwig Gredler   |

| 5. Ruhpolding (9 janvier 1997 - 12 janvier 1997) |                    |                                                                                    |                                                                             |                                                                          |
| Date                                             | Épreuve            | Vainqueur                                                                          | Second                                                                      | Troisième                                                                |
| 9/01/1997                                        | Individuel (20 km) | Ricco Groß                                                                         | Ole Einar Bjørndalen                                                        | Viktor Maïgourov                                                         |
| 11/01/1997                                       | Sprint (10 km)     | Ole Einar Bjørndalen                                                               | Pavel Rostovtsev                                                            | Sven Fischer                                                             |
| 12/01/1997                                       | Équipe (10 km)     | Autriche- Hannes Obererlacher - Reinhard Neuner - Wolfgang Perner - Ludwig Gredler | Norvège- Halvard Hanevold - Egil Gjelland - Jon Åge Tyldum - Dag Bjørndalen | Russie- Sergey Tarasov - Eduard Riabov - Pavel Muslimov - Sergey Rozhkov |

| 6. Antholz Anterselva (16 janvier 1997 - 19 janvier 1997) |                     |                                                                      |                                                                                      |                                                                                   |
| Date                                                      | Épreuve             | Vainqueur                                                            | Second                                                                               | Troisième                                                                         |
| 16/01/1997                                                | Individuel (20 km)  | Ludwig Gredler                                                       | Ricco Groß                                                                           | Sergey Rozhkov                                                                    |
| 18/01/1997                                                | Sprint (10 km)      | Viktor Maïgourov                                                     | Pieralberto Carrara                                                                  | Raphaël Poirée                                                                    |
| 19/01/1997                                                | Relais (4 × 7,5 km) | Allemagne- Ricco Groß - Mark Kirchner - Carsten Heymann - Frank Luck | Italie- René Cattarinussi - Wilfried Pallhuber - Patrick Favre - Pieralberto Carrara | Norvège- Baard Mjoelne - Sylfest Glimsdal - Jon Åge Tyldum - Ole Einar Bjørndalen |

|                                                                                 |                     |                                                                                |                                                                                 |                                                                                      |
| Championnats du monde 1997 à Brezno-Osrblie (1er février 1997 - 9 février 1997) |                     |                                                                                |                                                                                 |                                                                                      |
| Date                                                                            | Épreuve             | Vainqueur                                                                      | Second                                                                          | Troisième                                                                            |
| 1/2/1997                                                                        | Sprint (10 km)      | Wilfried Pallhuber                                                             | René Cattarinussi                                                               | Oleg Ryjenkov                                                                        |
| 2/2/1997                                                                        | Poursuite (12,5 km) | Viktor Maïgourov                                                               | Sergey Tarasov                                                                  | Ole Einar Bjørndalen                                                                 |
| 5/2/1997                                                                        | Équipe (10 km)      | Biélorussie- Oleg Ryjenkov - Petr Ivashko - Alexandre Popov - Vadim Sachourine | Allemagne- Carsten Heymann - Mark Kirchner - Frank Luck - Peter Sendel          | Pologne- Wieslaw Ziemianin - Jan Ziemianin - Wojciech Kozub - Tomasz Sikora          |
| 7/2/1997                                                                        | Individuel (20 km)  | Ricco Groß                                                                     | Oleg Ryjenkov                                                                   | Ludwig Gredler                                                                       |
| 9/2/1997                                                                        | Relais (4 × 7,5 km) | Allemagne- Ricco Groß - Peter Sendel - Sven Fischer - Frank Luck               | Norvège- Egil Gjelland - Jon Åge Tyldum - Dag Bjørndalen - Ole Einar Bjørndalen | Italie- René Cattarinussi - Wilfried Pallhuber - Patrick Favre - Pieralberto Carrara |
|                                                                                 |                     |                                                                                |                                                                                 |                                                                                      |

| 7. Nagano (6 mars 1997 - 9 mars 1997) |                     |                                                                                |                                                                                    |                                                                        |
| Date                                  | Épreuve             | Vainqueur                                                                      | Second                                                                             | Troisième                                                              |
| 6/03/1997                             | Individuel (20 km)  | Mark Kirchner                                                                  | Vesa Hietalahti                                                                    | Oleg Ryjenkov                                                          |
| 8/03/1997                             | Sprint (10 km)      | Sven Fischer                                                                   | Ole Einar Bjørndalen                                                               | René Cattarinussi                                                      |
| 9/03/1997                             | Relais (4 × 7,5 km) | Russie- Viktor Maïgourov - Vladimir Dratchev - Sergey Tarasov - Alexei Kobelev | Norvège- Frode Andresen - Jon Åge Tyldum - Halvard Hanevold - Ole Einar Bjørndalen | Slovénie- Jože Poklukar - Tomaž Žemva - Janez Ožbolt - Matjaž Poklukar |

| 8. Novossibirsk (13 mars 1997 - 16 mars 1997) |                       |                 |                     |                   |
| Date                                          | Épreuve               | Vainqueur       | Second              | Troisième         |
| 13/03/1997                                    | Individuel (20 km)    | Pavel Muslimov  | Ricco Groß          | Sven Fischer      |
| 15/03/1997                                    | Sprint (10 km)        | Ludwig Gredler  | Ricco Groß          | Sergey Tarasov    |
| 16/03/1997                                    | Départ Groupé (10 km) | Wolfgang Perner | Pieralberto Carrara | Vladimir Dratchev |